# 介休市
介休市（かいきゅう-し）は中華人民共和国山西省晋中市に位置する県級市。

## 歴史
南北朝時代、北魏により設置された平昌県を前身とする。北周が成立すると介休県が廃止され平昌県に統合、隋代になると598年（開皇18年）に介休県と改称されている。
1992年に県級市に昇格し介休市が成立、現在に至る。

## 行政区画
- 街道:北関街道、西関街道、東南街道、西南街道、北壇街道
- 鎮:義安鎮、張蘭鎮、連福鎮、洪山鎮、竜鳳鎮、綿山鎮、義棠鎮
- 郷:城関郷、宋古郷

## 名所
- 祆神楼
- 介休后土廟
- 介休城隍廟
- 介休東岳廟
- 介休五岳廟
- 太和岩牌楼
- 源神廟
- 迴鑾寺
- 雲峰寺
- 張壁古堡